# Dům čp. 307 s Horní baštou
Dům čp. 307 stojí na ulici Horní Bašta ve Štramberku v okrese Nový Jičín. Bývalá dělová bašta městského hradebního opevnění byla postavena na přelomu 15. a 16. století. Byl zapsán do Ústředního seznamu kulturních památek ČR před rokem 1988 a je součástí městské památkové rezervace.

## Historie
Podle urbáře z roku 1558 bylo na náměstí postaveno původně 22 domů s dřevěným podloubím, kterým bylo přiznáno šenkovní právo, a sedm usedlých na předměstí. Uprostřed náměstí stál pivovar. V roce 1614 je uváděno 28 hospodářů, fara, kostel, škola a za hradbami 19 domů. Za panování jezuitů bylo v roce 1656 uváděno 53 domů. První zděný dům čp. 10 byl postaven na náměstí v roce 1799. V roce 1855 postihl Štramberk požár, při němž shořelo na 40 domů a dvě stodoly. V třicátých letech 19. století stálo nedaleko náměstí ještě dvanáct dřevěných domů.
Bývalá dělová bašta městského hradebního opevnění byla postavena na přelomu 15. a 16. století v jeho jihozápadním nároží. Byla opatřena cimbuřím a vysunuta před hradební zeď, se kterou byla spojena zděným krčkem. Bašta jak postupně ztrácela význam v opevnění byla přestavěna na obytný dům. Střílny v patře byly nahrazeny okny, do boku byl dodatečně prolomen vchod s verandou, nejprve dřevěnou bedněnou, později zděnou. Cimbuří bylo zarovnáno a bašta zastřešena doškovou střechou. V baště jsou umístěny pivní lázně

## Stavební podoba
Dům čp. 307 je oválná dělová bašta vystavěna z lomového kamene na půlkruhovém půdorysu zakončena stanovou střechou krytou šindelem. S městskou hradební zdí je propojena úzkým krčkem, ve kterém ve východní části je prolomen vchod, krytý zděným přístavkem. V patře místech původních střílen jsou tři kaslíková okna, v přízemí jsou dochovány dvě střílny a torzo opěráku. 